# 1864
1864 (số La Mã: MDCCCLXIV) là một năm nhuận bắt đầu vào thứ Sáu trong lịch Gregory.

## Sự kiện

### Tháng 4
- 1 tháng 4: Quân Thanh đánh chiếm Hàng Châu
- 9 tháng 4: Quân Thanh đánh chiếm Võ Khang
- 10 tháng 4: Quân Thanh đánh chiếm Đức Thanh

### Tháng 6
- 6 tháng 6: Hồng Thiên Quý được lập kế vị Hồng Tú Toàn
- 11 tháng 6: Hồng Tú Toàn bệnh chết tại Thiên Kinh
- 27 tháng 6: Quân Thanh công chiếm Trường Hưng

### Tháng 7
- 19 tháng 7: Quân Thanh công chiếm Thiên Kinh

### Tháng 8
- 19 tháng 8: Quân Pháp đánh úp đại bản doanh Trương Định.
- 20 tháng 8: Trương Định tuẫn tiết.

### Tháng 10
- 25 tháng 10: Thái Bình Thiên Quốc ấu vương Hồng Thiên Quý bị bắt

## Sinh
- 1 tháng 1: Tề Bạch Thạch, họa sĩ nổi tiếng của Trung Quốc (m. 1957)
- 13 tháng 1: Wilhelm Wien, nhà vật lý người Đức (m. 1928)

## Mất
- 11 tháng 5 – Nguyễn Phúc Trang Tường, phong hiệu Bình Long Công chúa, công chúa con vua Minh Mạng (s. 1841).
- 1 tháng 6 - Hồng Tú Toàn, thủ lĩnh nổi dậy Thái Bình Thiên Quốc của người Trung Quốc, tức 10 tháng 12 năm Quý Dậu .(s. 1814)
- 20 tháng 8 - Trương Định, võ quan triều Nguyễn, thủ lĩnh chống Pháp, được tôn là Bình Tây Đại Nguyên Soái (s. 1820)
- 22 tháng 9 – Nguyễn Phúc Miên Thể, tước phong Tây Ninh Quận công, hoàng tử con vua Minh Mạng (s. 1829).
- 22 tháng 10 – Nguyễn Phúc Hồng Nghĩ, tước phong Hương Sơn Quận công, hoàng tử con vua Thiệu Trị (s. 1839).
- 2 tháng 12 – Nguyễn Phúc Nhàn Thục, phong hiệu Gia Lạc Công chúa, công chúa con vua Minh Mạng (s. 1828).